# Erwin Schüle
Erwin Ernst Schüle (* 2. Juli 1913 in Cannstatt; † 5. September 1993 in Stuttgart) war ein deutscher Staatsanwalt. Von Dezember 1958 bis August 1966 war er erster Leiter der Zentralen Stelle der Landesjustizverwaltungen zur Aufklärung nationalsozialistischer Verbrechen in Ludwigsburg.

## Leben
Schüle studierte nach dem Abschluss seiner Schullaufbahn Rechtswissenschaft an der Universität Tübingen. Er wurde 1933 Mitglied der SA und 1937 der NSDAP. Während des Zweiten Weltkrieges war Schüle Soldat der Wehrmacht. Im März 1945 kam Schüle in sowjetische Kriegsgefangenschaft.
Aufgrund angeblicher Kriegsverbrechen in den Bezirken Wolchowo, Tschudowo und Krasnoje Selo wurde er 1949 durch ein sowjetisches Gericht zum Tode verurteilt. Schüle soll als Angehöriger der 215. Infanterie-Division an der Hinrichtung eines russischen Jungen teilgenommen sowie zwei sowjetische Staatsbürger erschossen und weitere misshandelt haben. Das Urteil wurde jedoch in eine 25-jährige Haftstrafe umgewandelt und Schüle bereits im April 1950 nach Deutschland entlassen.
Unmittelbar nach seiner Entlassung aus der sowjetischen Kriegsgefangenschaft trat er noch im April 1950 in den Justizdienst in Baden-Württemberg ein, wo er in Stuttgart am 1. Dezember 1950 Staatsanwalt und am 1. März 1958 zum Oberstaatsanwalt befördert wurde. Der Denunziant Schüles, der mit ihm im selben Kriegsgefangenenlager interniert war, erhielt 1951 durch das Landgericht Hamburg wegen Freiheitsberaubung eine zweijährige Haftstrafe. Beim Ulmer Einsatzgruppenprozess war Schüle Vertreter der Anklage.
Ab dem 1. Dezember 1958 war Schüle erster Leiter der neu geschaffenen Zentralen Stelle der Landesjustizverwaltungen zur Aufklärung nationalsozialistischer Verbrechen in Ludwigsburg. Dabei war seine NSDAP-Mitgliedschaft intern bereits bekannt. Nach Einschätzung des Historikers Klaus Bästlein setzte sich Schüle erfolgreich für die Ablehnung einer Aussetzung der Verjährung von Totschlag ein, was 1960 in einen entsprechenden restriktiven Beschluss des Bundestags mündete.  Öffentlich bekannt wurde Schüles NSDAP-Mitgliedschaft erst im Februar 1965 durch den Allgemeinen Deutschen Nachrichtendienst. Im September 1965 wandte sich die Sowjetunion mit einer Note an die Bundesregierung, in der Schüle als Kriegsverbrecher gebrandmarkt wurde. Ab Dezember 1965 nahm der Stuttgarter Generalstaatsanwalt aufgrund dieser Vorwürfe ein Ermittlungsverfahren gegen Schüle auf, das jedoch „mangels begründeten Tatverdachts“ Anfang April 1966 eingestellt wurde. Sowjetische Behörden stellten für diese Ermittlungen den eigens dafür gedrehten Propagandafilm Die Sache von Erwin Schüle zur Verfügung, der in deutscher Sprache synchronisiert war. Am 6. April 1966 wurden die Ermittlungen gegen Schüle wieder aufgenommen, nachdem sowjetische Behörden angeboten hatten, Belastungszeugen für eine Gegenüberstellung mit Schüle in die Bundesrepublik ausreisen zu lassen. Da diese Zeugenaussagen einer Nachprüfung nicht standhielten, wurden die Ermittlungen gegen Schüle erneut eingestellt. Bis zum 31. August 1966 war Schüle Leiter der Zentralen Stelle und wurde danach wieder als Oberstaatsanwalt in Stuttgart tätig. Sein Nachfolger bei der Zentralen Stelle wurde Adalbert Rückerl.
Schüle wurde im Braunbuch der DDR aufgeführt.
Schüle war seit dem 23. November 1939 mit Lotte Hedwig geb. Göz verheiratet. Die Eheschließung fand in Stuttgart statt. Erwin Schüle starb am 5. September 1993 um 11:00 Uhr im Diakonissenkrankenhaus in der Rosenbergstraße 38 in Stuttgart im Alter von 80 Jahren. Er wohnte zuletzt Am Tazzelwurm 17 in Stuttgart. Er war evangelischer Konfession.

## Ehrungen
- 1978: Großes Verdienstkreuz der Bundesrepublik Deutschland[8]